# 은하수를 여행하는 히치하이커를 위한 안내서 (영화)
《은하수를 여행하는 히치하이커를 위한 안내서》(영어:  The Hitchhiker's Guide to the Galaxy)는 더글러스 애덤스가 지은 코믹 SF 동명의 책을 기반으로 한 코미디 영화이다. 이 영화는 2004년에 촬영을 마치고, 2005년 4월 28일 영국, 오스트레일리아 그리고 뉴질랜드에서 첫 개봉을 하였고, 미국에도 개봉하였다. 이 영화는 5월부터 9월 동안 전 세계에 상영되었다. 대한민국에선 처음에 단관개봉하다, 메가박스에서 연장개봉한 전력이 있다.
영화 대본은 애덤스가 직접 썼으나, 2001년 애덤스가 사망하고 난 뒤, 거스 제닝스와 캐리 커크패트릭이 영화 대본을 완성하였다.

## 줄거리
영화를 시작할 때 해설자는 돌고래가 지구가 철거될 것을 알고 있었다고 설명한다. 돌고래는 사람들에게 뒤공중제비로 지구가 파괴될 것을 알렸지만, 사람들은 이를 잘못 이해하였고 결국 돌고래들은 안녕히, 그리고 물고기는 고마웠어요이라는 노래를 부르면서, 지구를 떠나게 된다.
그러던 어느 날, 불도저가 집으로 다가오는 소리를 들은 아서 덴트는 자기 집이 우회로를 건설하기 위해서 철거될 것이라는 것을 깨닫게 된다. 아서는 집의 철거를 막기 위해, 그의 집을 철거 하려는 불도저 앞에 드러눕게 된다. 아서의 시도는 그의 친구인 포드 프리펙트 때문에 방해를 받았고, 포드는 아서를 데리고 술집으로 가게 된다. 술집에서 포드는 자기가 길포드에서 온 것이 아니라, 외계인이란 걸 아서에게 말하였다.
포드는 아서가 그에게 보여준 친절(포드가 자동차를 지구를 지배하는 생물이라고 생각하고, 자동차와 악수하려고 할 때, 아서가 그를 길 밖으로 밀어내었다)로 보곤인이 초공간 고속도로를 놓기 위해 지구를 파괴하려는 순간 아서를 구하게 된다. 둘은 겨우 보곤 우주선에 히치하이킹을 하게 되고, 거기서 그들은 함장의 시(보곤의 시는 전우주에서 3번째로 최악이다)를 듣고 난 뒤, 우주로 던져지게 된다.
그들은 순수한 마음호에 의해서 구조되었는데, 순수한 마음호에는 이 우주선을 훔친 은하계 대통령 자포드 비블브락스와, 지금은 트릴리언이라 불리는 트리시아 맥밀런과, 우울증을 앓고 있는 안드로이드 마빈이 타고 있었다. 자포드는 순수한 마음호로 마그라테아에 가서 삶, 우주, 그리고 모든 것에 대한 답을 얻으려고 한다.
그들은 마그라테아로 진로를 돌렸으나, 순수한 마음호에 실린 무한 불가능 확률 추진기는 그들을 비트보들 6행성의 궤도에 올려놓는다. 비트보틀 6행성은 자트라바티드인들과 자포드와 대통령자리를 다투던 후마 카블라의 고향별이다. 후마 카블라는 마그라테아로 가는 좌표가 담겨있는 붉은 육면체를 가지고, 자포드에게 깊은 생각근처에 있는 모든 관점 총을 가져다 준다고 하면 좌표를 주겠다고 한다. 그리고 후마 카블라는 자포드가 총을 갖고 오도록 하기 위해 인질로 자포드의 다른 머리를 인질로 잡아둔다. 그들이 비트보틀 6행성에서 탈출할 때, 트릴리언은 그들의 본 행성인 보그스피어로 끌려가게 된다. 아서와 포드, 그리고 자포드는 트랄행성의 버그블래터 비스트에게 먹힐뻔한 트릴리언을 우여곡절 끝에 구하게 되고, 그들은 마그라테아로 향하게 된다. 마그라테아에서 자포드와 트릴리언 그리고 포드 프리펙트는 깊은 생각에게서 지구가 최호의 질문을 계산하는 컴퓨터였으며, 거기에 살고 있던 생명체들은 계산의 일부였다는 것을 알게 된다. 그들은 깊은 생각의 바로 밑에서 은하계의 화난 주부들의 회의에서 만들었고, 이 총을 맞은 사람은 이 총을 쏜 사람의 관점을 경험하게 되는 모든-관점 총을 찾게 된다.
아서는 슬라티바트패스트를 만나게 되고, 슬라티바트패스트는 아서에게 자신들이 지구를 만들었다고 설명하고, 또한 자신이 지구에 만든 피요르드 때문에 상을 탔다는 것을 말하였다. 그 뒤에 그는 아서와 함께 마그라테아의 행성 제작 공장으로 데리고 가게 된다. 마그라테아 행성 제작 공장에서, 아서는 지구의 백업본인 지구 마크 2를 보게 되었고 결국 그는 재창조된 영국의 자신의 집으로 들어가게 된다. 아서는 그의 집에 들어가서, 쥐들과 친구들을 다시 만나게 된다. 그가 자리에 앉고 난 뒤에, 쥐들은 질문의 한 부분을 구상하는 그의 뇌를 떼어내려고 하였다. 우여곡절끝에 아서는 쥐들의 속박에서 풀려나게 되고, 쥐들을 찻주전자로 짓눌러 버린다. 쥐포가 되머린 쥐들은, 깊은 생각의 제작자로 변하였다.
아서 일행이 집 밖에 나오니, 보곤인 부대가 아서의 집을 둘러싸고 있었고, 보곤 대대장은 그들을 죽이라는 명령을 내린다. 자포드는 아서의 우주선(사실 아서의 트레일러)을 조종해서 이 상황에서 탈출하려고 시도하지만 실패한다. 아서와 트릴리언은 모든-관점 총을 회수하려고 시도하였으나, 보곤 대대의 공격때문에 실패로 돌아가게 되었다. 그 총을 주우러 간 마빈은 보곤인의 공격을 맞고 쓰러졌고, 그들은 곧 죽을 것처럼 보였다. 그 때, 마빈이 그 총을 들어 보곤인들에게 모든-관점 총을 쏘았다. 그가 쏜 총으로 인해서 모든 보곤인들은 그의 관점을 느끼게 되었고, 그들은 모두 우울증에 빠지게 되었다.
보곤인의 공격이 분쇄되고, 지구의 모든 생명주기가 보곤인이 파괴하기 전으로 돌아가게 되었고, 아서와 그의 친구들은 순수한 마음호를 타고 우주저편의 레스토랑으로 다시 여행을 떠나게 되었다.

## 흥행 수익
- 미국에서 개봉 당시 주말동안 21,103,203 달러를 벌어들였다. 그리고 개봉 후 첫 4주 동안, 미 박스 오피스 순위 10위권을 기록하였다.
- 이 영화는 2006년 12월 기준으로 104,478,416 달러를 전 세계에서 벌어들였다.[1]

## 사소한 내용

### BBC 작품들과의 고리
- 버니 랜던이 작곡하고, 이글즈가 녹음한 BBC 라디오와 TV 시리즈의 테마곡이던 "Journey of the Sorcerer"은 조지 탈벗에 의해 개작되어 영화에 삽입되었다.
- 라디오와 TV 시리즈에서 아서 덴트역을 맡은 시몬 존스는 "순수한 마음"호가 마그라테아의 궤도에 도착하였을때, 마그라테아 행성에서 보낸 경고 메시지의 3D 영상에 까메오로 출현하였다.
- 보그스피어에서 트릴리언을 구하기 위해 보고인의 사무실에서 줄을 서는 장면이 나오는데, 그 때 BBC 드라마 버전의 마빈이 나온다.
- 초반의 파티 장면에서 자포드 비블브락스가 쓰고 나온 선글라스는 BBC의 드라마에 나오는 자포드 비블브락스가 쓰고 있던 선글라스를 만들었던 사람이 만든 것이다.

### 기타
- 더글러스 애덤스는 이 영화에서 4번 등장한다 - 마그라테아 행성 제작 공장 장면에서, 그의 머리와 닮은 행성의 모양이 잠깐 보이며, 비틀보틀 6행성의 위대한 초록 아클시저의 신전에서 그의 코가 보인다; 또한 무한 불가능 확률 추진기의 발견과정의 벽에 그려졌으며, 맨 마지막에 "순수한 마음호"가 불가능 확률 추진을 할 때 그의 얼굴이 보인다.
- 깊은 생각은 그의 전자 눈위의 오른쪽 위에 애플 로고를 달고 있다. (이건 포드, 트릴리언, 그리고 자포드가 깊은 생각과 대화하는 장면을 클로즈업할 때 보인다). 이것은 더글러스 애덤스가 영국에 들어온 2번째 매킨토시 사용자인 것과 안내서의 목소리를 맡은 스티븐 프라이가 세 번째 매킨토시 사용자였다는 것을 말해 준다고 한다.
- 포드의 회상 장면에서, 아서는 포드가 차에 부딪히는 것을 구해 주는데, 이 차는 실제 포드 프리팩트이다.
- 처음 혼란 장면의 몇몇 부분에 애덤스의 가족들이 포함되어 있다. 예를 들어, 조용히 신문을 보고 있는 늙은 부인은 사실 더글러스 애덤스의 어머니이다.
- 아서 덴트와 트릴리언이 처음 만나는 파티에서는 더글러스 애덤스가 진화론을 좋아하는 부분이 포함되어 있다. 아서는 리처드 도킨스의 이기적 유전자를 읽고 있었고, 트릴리언은 찰스 다윈으로 분장하였다. 아마 더글러스 애덤스(Douglas Noël Adams)의 대문자를 따면 DNA가 된다는 점과, 그의 절친한 친구가 리처드 도킨스인것이 작용하였을 것이다.
- 순수한 마음호가 마그라테아의 궤도에 진입하였을 때, 행성에서 경고 메시지로 보낸 3D 영상은 실제로 3D영상용 안경으로 보면 입체로 보인다고 한다.

## 배역
- 마틴 프리먼 - 아서 덴트
- 샘 록웰 - 자포드 비블브록스
- 모스 데프 - 포드 프리펙트
- 조이 데이셔넬 - 트리샤
- 토머스 레넌 - 에디(목소리)
- 헬렌 미렌 - 깊은 생각(목소리)
- 스티븐 프라이 - 해설
- 존 말코비치 - 험마 카불라
- 빌 나이 - 슬라티바트패스트
- 워릭 데이비스 / 앨런 릭먼(목소리) - 마빈
- 빌 베일리 - 고래(목소리)

## 한국판 성우진(KBS)
- 김일 - 아서 덴트(마틴 프리먼)
- 홍시호 - 자포드 비블브록스(샘 록웰)
- 유동균 - 포드 프리펙트(모스 데프)
- 소연 - 트리샤(주이 데샤넬)
- 박상일 - 에디(토머스 레넌) / 보고인
- 임은정 - 깊은 생각(헬렌 미렌)
- 원호섭 - 해설(스티븐 프라이)
- 서윤석 - 험마 카불라(존 말코비치)
- 홍진욱 - 슬라티바트패스트(빌 나이) / 보고인(마크 월슨) / 고속도로 건설원
- 장민혁 - 마빈(워윅 데이비스 / 앨런 릭맨(목소리))
- 백승철 - 고래 (빌 베일리)
- 이제인 - 은하 뉴스 앵커(켈리 맥도널드)
- 배진홍 - 론톡(안나 챈셀러)

## 같이 보기
- 은하수를 여행하는 히치하이커를 위한 안내서 (소설)

### 공식 홈페이지
- Official Hitchhiker's Guide to the Galaxy Movie Site (영국)[깨진 링크(과거 내용 찾기)]
- Official Hitchhiker's Guide to the Galaxy Movie Site (미국)
- 공식 예고편

### 인터뷰
- Interview with executive producer Robbie Stamp (Slashdot)
- Online chat with executive producer Robbie Stamp
- Online chat with director Garth Jennings